# Trócsányi László
Trócsányi László (Budapest, 1956. március 6. –) magyar jogtudós, ügyvéd, diplomata, egyetemi tanár. Kutatási területe az összehasonlító alkotmányjog, a közjogi bíráskodás, a közjogi (közigazgatási) bíráskodás és az európai közjog, ezen belül a nemzeti alkotmányjog és az európai integráció kérdése.
2000 és 2004 között Magyarország brüsszeli nagykövete, 2007-ben az Alkotmánybíróság tagjává választották. Tisztségét 2010-ig töltötte be, amikor kinevezték Magyarország párizsi nagykövetévé. 2014-től 2019. június 30-ig igazságügyi miniszter. 2019–2024 között az Európai Parlament képviselője a Fidesz színeiben. 2022-től a Károli Gáspár Református Egyetem rektora.
2020 szeptembere óta a Magyar Jogász Egylet elnöke.

## Életpályája
1975-ben kezdte meg egyetemi tanulmányait a József Attila Tudományegyetem (2000-től Szegedi Tudományegyetem) Jogtudományi Karán, majd 1977-ben átkerült az Eötvös Loránd Tudományegyetem Állam- és Jogtudományi Karára. Itt szerzett jogi diplomát 1980-ban. Ennek megszerzése után az Országgyűlési Könyvtár szakalkalmazottja lett, majd 1981-ben az MTA Állam- és Jogtudományi Intézet munkatársaként kezdett el dolgozni. Közben megszerezte az ügyvédi szakvizsgát és 1985-ben Budapesten helyezkedett el ügyvédként (kutatóintézeti állása mellett). 1989-ben a szegedi egyetem alkotmányjogi tanszékének adjunktusává nevezték ki, ekkor távozott a kutatóintézetből. 1991-ben saját ügyvédi irodát alapított. 1992-ben egyetemi docensi, 2000-ben egyetemi tanári kinevezést kapott. Közben 1994-ben a tanszék vezetésével is megbízták, valamint az jogi kar dékánhelyettese volt 1998-ig. Tanszékvezetői tisztségét 2000-ig, dékánhelyettesi tisztségét 1998-ig töltötte be. 2004-ben az egyetem Európa-tanulmányok Központja igazgatója lett. 2005 és 2008 között a lyoni Jean Moulin Egyetem vendégprofesszora volt.
1991-ben védte meg az állam- és jogtudományok kandidátusi értekezését, 2000-ben habilitált. A Nemzetközi Alkotmányjogi Társaság magyar nemzeti bizottságának titkára. 1993-ban az országgyűlési biztosok intézményének bevezetésekor az állampolgári jogok országgyűlési biztosának jelölték, végül a tisztséget nem vehette át. 2000-ben külügyi szolgálatba lépett, Magyarország brüsszeli nagykövetévé nevezték ki, ekkor lemondott tanszékvezetői tisztségéről. Nagyköveti megbízatása 2004-ben lejárt. Ebben az időszakban Luxemburgba is akkreditálták. 2005-ben az Európa Tanács Velencei Bizottságának tagja, 2006-ban a Budapesti Ügyvédi Kamara nemzetközi kapcsolatok bizottsága elnöke lett. 2007-ben az Országgyűlés megválasztotta az Alkotmánybíróság tagjává, ezt követően lemondott kamarai tisztségéről. 2010-ben kinevezték Magyarország párizsi nagykövetévé, emiatt távozott az Alkotmánybíróságtól. 2014-től a Hamisítás Elleni Nemzeti Testület elnöke.
2014. június 6-tól  2019. június 30-ig igazságügyi miniszter volt.
2019. július 2-ától az Európai Parlament képviselője, az Alkotmányügyi Bizottság tagja, a Külügyi Bizottság póttagja.
A 2019-ben megalakuló Ursula von der Leyen európai bizottsági biztosi kollégiumának magyarországi jelöltje volt. Az Európai Parlament Jogi Bizottsága levélben értesítette az Európai Parlament elnökét, miszerint a biztosjelöltsége kapcsán "összeférhetetlenség lehetősége" ("potential conflict of interest") állhat fenn a Nagy és Trócsányi Ügyvédi Irodához fűződő kapcsolata, valamint korábbi minisztersége alatt két orosz fegyverkereskedő, bírósági döntésen alapuló kiadatási ügye kapcsán, ezzel kifejezve, hogy nem támogatta kinevezését. A Jogi Bizottság döntése azonban nem tartalmazott sem megfelelő indokolást, sem kifejezett döntést a biztosjelölt összeférhetetlensége kapcsán, így azt az Európai Parlament elnöke további megfontolás céljából visszaküldte. Végül a Jogi Bizottság korábbi döntése mellett kitartva, azonban azt dokumentumok, iratok csatolása, illetve további indokolás nélkül megállapította az "összeférhetetlenség fennállásának lehetőségét". Az Európai Parlament Jogi Bizottságának ezen döntésével szemben – amelyet szoros, 12 mellette és 9 ellene szavazati arány mellett hozott meg a politikai frakciók tagjaiból álló testület –  többen felszólaltak, közöttük Francois-Javier Bellamy francia néppárti képviselő is, aki a Figaronak 2019 október elsején adott interjújában a döntést "politikai és ideológiai indíttatásúnak" nevezte, valamint kijelentette, hogy "a Jogi Bizottság saját küldetésével súlyosan ellentmondó, jogellenes döntést hozott".
Áder János köztársasági elnök az egyház és Balog Zoltán lelkészi elnök javaslatára 2022. február elsejétől 2027. január 31-ig a Károli Gáspár Református Egyetem rektorának nevezte ki.
2021 augusztusában felmerült, hogy ő válthatja 2022-ben Áder Jánost a köztársasági elnöki pozícióban, a Fidesz jelöltje azonban végül Novák Katalin lett.
2024 januárjában Trócsányi jelezte, hogy nem szándékozik indulni a 2024-es európai parlamenti választáson, mandátuma lejártát követően rektori tevékenységére kíván fókuszálni.
Novák Katalin 2024-es lemondását követően Sulyok Tamást, az Alkotmánybíróság elnökét választották köztársasági elnöknek. Sulyok megüresedett helyére a Fidesz Trócsányit kérte fel, aki egyetemi kötelezettségvállalásaira tekintettel nem vállalta az ismételt megbízatást.

## Munkássága
Kutatási területe az összehasonlító alkotmányjog, a közjogi (közigazgatási) bíráskodás és az európai közjog, ezen belül a nemzeti alkotmányjog és az európai integráció kérdése.
Jelentős eredményeket ért el a közigazgatási bíráskodás áttekintése területén. 2005-ben jelent meg az Európai Unió akkori tagállamainak alkotmányát magyar nyelvre lefordító kötet, amelyet Badó Attilával közösen írt. Több tanulmányban foglalkozik a frankofón országok államszervezetével és jogrendszerével, valamint a nemzeti parlamentek fejlődésével és az alkotmányfejlődési tendenciákkal. Több mint százötven tudományos publikáció szerzője vagy társszerzője. Munkáit elsősorban magyar, francia, német és angol nyelven adja közre.

## Családja
Nős, felesége Doór Krisztina. Három gyermekük született: Dorottya (1984), Gábor (1994) és Hanna (1997).

## Díjai, elismerései
- Akadémiai Pálmák Rend (1998)
- II. Lipót-rend főtiszti kereszt (2002)
- Pro Universitate (2005, SZTE)
- Eötvös Károly-díj (2005)
- Csongrád megye díszpolgára (2018)

## Főbb publikációi
- "A szocialista államszervezet fejlődési tendenciái" c. nemzetközi konferencia anyaga. Balatonkenese, 1984. december 3-6.; szerk. ifj. Trócsányi László; Főirány Programiroda, Bp., 1985
- A közigazgatási bíráskodás szervezete és működése egyes európai országokban. A jogintézmény elméleti alapjai és működési tapasztalatai, valamint egyes európai országok közigazgatási bíráskodására vonatkozó jogszabályok; MTA Államtudományi Kutatások Programirodája, Bp., 1988
- A közigazgatási bíráskodás egyes elméleti és gyakorlati kérdései; MTA Államtudományi Kutatások Programirodája, Bp., 1990
- Milyen közigazgatási bíráskodást?; Közgazdasági és Jogi, Bp., 1992
- Francia-magyar közjogi szeminárium a közigazgatási bíráskodásról. Szeged, 1996. május 6-8.; szerk. ifj. Trócsányi László; Nagy és Trócsányi Ügyvédi Iroda, Bp., 1997 (Alkotmányjogi, politológiai és civilisztikai tanulmányok)
- Magyar-francia, francia-magyar jogi szótár; főszerk. Bárdosi Vilmos, Trócsányi László; KJK-Kerszöv, Bp., 2001
- Les institutions constitutionnelles et l'intégration européenne; szerk.Badó Attila, Trócsányi László; Faculté de droit de l'Université de Szeged, Szeged, 2002
- Európa egysége és sokszínűsége. A kisebbségek jogai. A belga és a magyar példa; szerk. Trócsányi László, Francis Delpérée; Nyitott Könyv, Bp., 2003
- Nemzeti alkotmányok az Európai Unióban; szerk. Trócsányi László, Badó Attila; KJK-Kerszöv, Bp., 2005
- A mi alkotmányunk. Vélemények és elemzések Magyarország Alkotmányáról; főszerk. Trócsányi László; Complex, Bp., 2006
- A magyar alkotmánybíráskodás sarkalatos normái; szerk. Balogh Elemér, Trócsányi László; Pólay Elemér Alapítvány, Szeged, 2009 (Fundamenta fontium juris)
- Bevezetés az alkotmányjogba; szerk. Trócsányi László, Schanda Balázs; SZTE ÁJTK–PPKE JÁK, Szeged–Bp., 2010 (A Pázmány Péter Katolikus Egyetem Jog- és Államtudományi Karának tankönyvei)
- Bevezetés az alkotmányjogba; szerk. Trócsányi László, Schanda Balázs; Szt. István Társulat, Bp., 2011 (A Pázmány Péter Katolikus Egyetem Jog- és Államtudományi Karának tankönyvei)
- Bevezetés az alkotmányjogba. Az Alaptörvény és Magyarország alkotmányos intézményei; szerk. Trócsányi László, Schanda Balázs, Csink Lóránt; HVG-ORAC, Bp., 2012
- Dikaiosz logosz. Tanulmányok Kovács István emlékére; szerk. Trócsányi László; Pólay Elemér Alapítvány, Szeged, 2012 (A Pólay Elemér Alapítvány könyvtára)
- Bevezetés az alkotmányjogba. Az Alaptörvény és Magyarország alkotmányos intézményei; szerk. Trócsányi László, Schanda Balázs, Csink Lóránt; 2. átdolg. kiad.; HVG-ORAC, Bp., 2013
- Az alkotmányozás dilemmái. Alkotmányos identitás és európai integráció; HVG-ORAC, Bp., 2014
- The dilemmas of drafting the Hungarian fundamental law. Constitutional identity and European integration; Schenk, Passau, 2016
- Párizsi Napló – avagy, ami a nagyköveti jelentésekből kimaradt... 2010. július – 2014. június; Századvég Kiadó, Budapest, 2018
- Alkotmányozás és rendszerváltozás Közép- és Kelet-Európában (1995)
- La justice constitutionnelle en Hongrie (1997)
- Les opinions dissidentes (társszerző, 2000)
- A parlamenti jog forrásai (2000)
- Az összehasonlító alkotmányjog alapkérdései és korunk jogrendszerei. Összehasonlító alkotmányjog (2006)
- Régiók és közösségek szerepe az európai integrációban: egység és sokszínűség; SZTE ÁJK Tudományos Bizottsága, Szeged, 2007 (Acta juridica et politica)
- Nemzeti szuverenitás és európai integráció (2008)
- Az alkotmányozás dilemmái. Alkotmányos identitás és európai integráció; HVG-ORAC, Bp., 2014
- Párizsi napló avagy Ami a nagyköveti jelentésekből kimaradt... 2010. július–2014. június; Századvég, Bp., 2018
- Válogatott miniszteri beszédek. 2014. június–2019. június; Magyar Közlöny Lap- és Könyvkiadó, Bp., 2019
- Európai körkép. Európai értékek és megvalósulásuk az Európai Unió tagállamaiban az adatok és számok tükrében; szerk. Trócsányi László, Lovászy László Gábor; Ludovika Egyetemi, Bp., 2020

## Jelentősebb miniszteri interjúi
- Az Igazságügyi Minisztérium előtt álló feladatok Archiválva 2014. október 14-i dátummal a Wayback Machine-ben (M1, A Lényeg, 2014. június 8.)
- Milyen feladatok állnak Trócsányi László előtt? Archiválva 2014. október 14-i dátummal a Wayback Machine-ben (HírTV, Magyarország Élőben, 2014. június 9.)
- Esély az eredményre (Magyar Szó, 2014. június 11.)
- A kígyó ravaszságával, a galamb szelídségével Archiválva 2014. október 19-i dátummal a Wayback Machine-ben (Heti Válasz, 2014. június 11.)
- Előbb érvelni, majd ha kell, csatázni (Figyelő, 2014. június 14.)
- Újszerű feladatokat is vállal az Igazságügyi Minisztérium Archiválva 2014. október 14-i dátummal a Wayback Machine-ben (Mr1-Kossuth Rádió, 180 Perc, 2014. június 18.)
- Új struktúra, jó csapat Archiválva 2014. október 14-i dátummal a Wayback Machine-ben (M1, Ma Reggel, 2014. június 18.)
- Közbizalmat az igazságszolgáltatásnak Archiválva 2014. október 15-i dátummal a Wayback Machine-ben (Délmagyarország, 2014. június 28.)
- Benyújtotta az Igazságügyi Minisztérium az első devizahiteles csomagot Archiválva 2014. október 14-i dátummal a Wayback Machine-ben (InfoRádió, Délelőtti mérleg, 2014. június 30.)
- Bíróságok napja Archiválva 2014. október 14-i dátummal a Wayback Machine-ben (HírTV, Magyarország Élőben, 2014. július 15.)
- A kormány belátható időn belül szeretné rendezni a devizahiteles ügyeket Archiválva 2014. október 14-i dátummal a Wayback Machine-ben (HírTV, Magyarország Élőben, 2014. szeptember 16.)
- 2015-ben sor kerül a devizahitelek elszámolására Archiválva 2014. október 14-i dátummal a Wayback Machine-ben (M1, Az Este, 2014. szeptember 16.)
- Trócsányi: "Az államberendezkedés mélyreható átalakítása nincsen napirenden" Archiválva 2014. október 10-i dátummal a Wayback Machine-ben (HVG, 2014. szeptember 18.)
- Fontos, hogy egy országa lakossága is magának vallja az alaptörvényt Archiválva 2014. október 14-i dátummal a Wayback Machine-ben (InfoRádió, Aréna, 2014. szeptember 29.)
- Trócsányi: Ne várják el, hogy lábon lőjem magam (Index.hu, 2014. október 1.)